# Reichszeugmeisterei
De Reichszeugmeisterei, gevestigd in München, was de eerste en uiteindelijk de belangrijkste Zeugmeisterei, evenals het nationale inkoopbureau van nazi-Duitsland. Het verving de SA-Wirtschaftsstelle, het aankoopbureau van de Sturmabteilung. Er werden onder andere uniformen ingekocht. Daarnaast viel de Leistungsgemeinschaft deutscher Ordenhersteller onder de Zeugmeisterei. Het hoofdkwartier van de RZM wordt thans gebruikt als politiebureau van München. Reichsleiter Franz Xaver Schwarz was, naast Reichsschatzmeister, ook Reichszeugmeister en was zodanig de leider van de organisatie.